# استقبال (هنر)

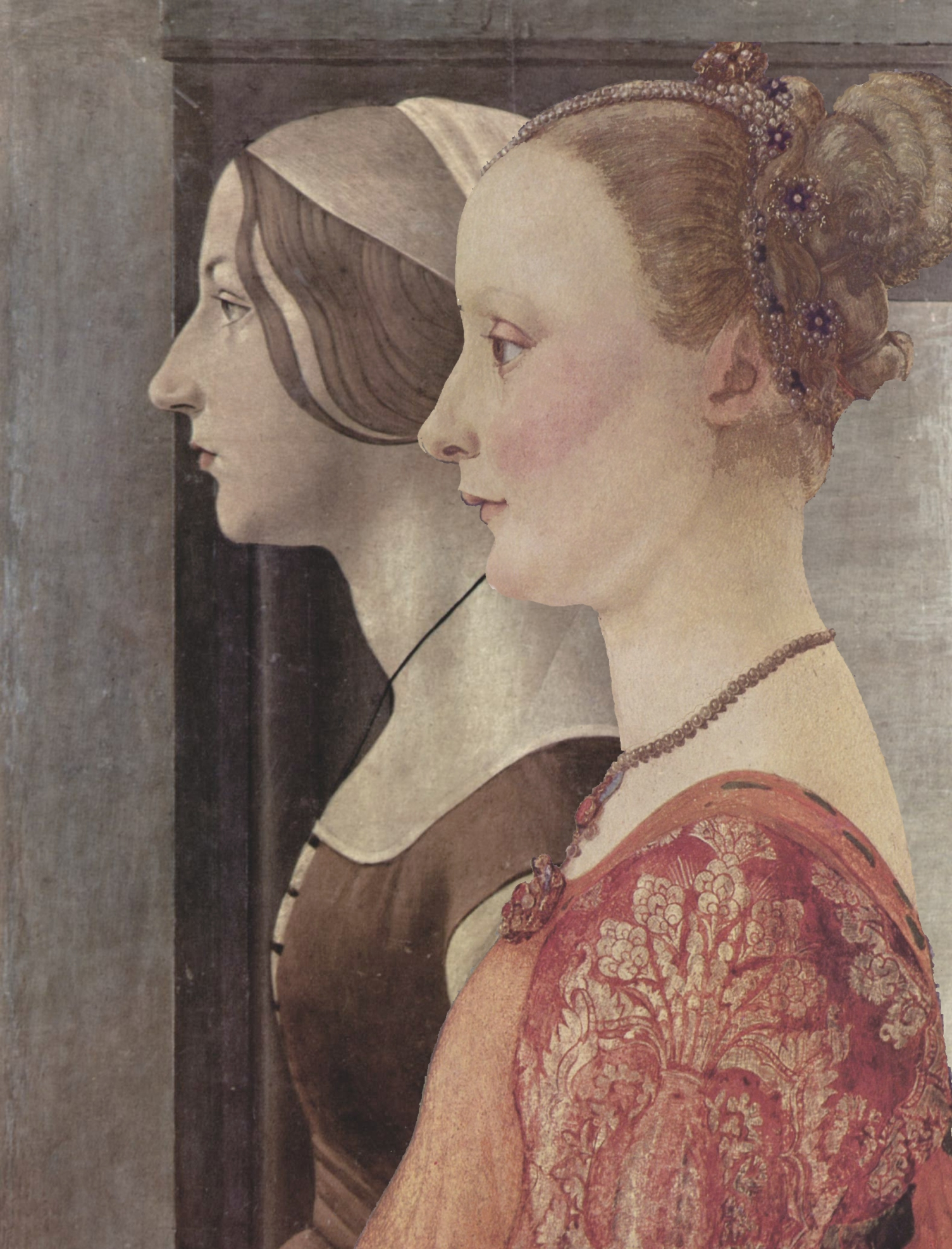
«چندسرچشمگی» در نقاشی با استفاده از آثار بوتیچلی و پولایولو

استقبال، تقلیدنمایی، چندسرچشمگی یا پاستیش (فرانسوی: Pastiche‎) در هنر به معنی تقلید آگاهانه و ستایشگرانه از سبک دیگر هنرمندان یا به‌کارگیری مؤلفه‌های آثارشان در یک اثر هنری است. «استقبال» از مکانیسم‌های بینامتنیت به‌شمار می‌رود که ویژگی آثار هنری پست‌مدرن است. «پاستیش» از این نظر که به آثار دیگر ارجاع می‌دهد شبیه اشاره و پارودی است، با این تفاوت که در اشاره تقلیدی صورت نمی‌گیرد و در پارودی هدف هجوِ اثرِ مورد تقلید است.
استقبال می‌تواند با استفاده از آثار چندین هنرمند رخ دهد (چندسرچشمگی) و نمونه‌ای از التقاط در هنر است.

## سینما
در مطالعات سینمایی، به‌عنوان تقلید یا ترکیب سبک‌ها و موتیف‌های گرفته‌شده از فیلم‌ها یا متون فرهنگی دیگر درون یک متن فیلم درک می‌شود. از نمونه‌های پر استناد استقبال در سینما، می‌توان به فیلم بلید رانر (ریدلی اسکات، آمریکا، ۱۹۸۲) اشاره کرد که در آن، معماری آینده‌گرای فیلم علمی-تخیلی متروپلیس (فریتز لانگ، آلمان، ۱۹۲۷) با منظره شهری یک لس‌آنجلس پساآخرالزمانی ترکیب شده است. در این فیلم، میزانسن مملو از عناصر وام‌گرفته‌شده از فیلم نوآر نیز هست.
فراتر از هالیوود، میزانسن «رترو» در فیلم حال و هوای عشق (وونگ کار وای، هنگ‌کنگ/فرانسه، ۲۰۰۰) به لحظاتی از فرهنگ عامه و سینمای عامه‌پسند هنگ‌کنگ اشاره دارد، از جمله فیلم‌های ملودرام چینی. این فیلم به‌ویژه از اثر کلاسیک محبوب بهار در یک شهر کوچک (فی مو، چین، ۱۹۴۸) وام گرفته است که طرح داستانی آن—که بر خویشتن‌داری و چشم‌پوشی تأکید دارد—یادآور این نکته است که ملودرام، به معنای واقعی کلمه، یک ژانر سینمایی فراملی است.
پاستیش چندلایه حال و هوای عشق شامل وام‌گیری‌های ادبی نیز هست که ممکن است مخاطبان غیرچینی متوجه آن نشوند—یادآوری‌ای بر اهمیت نقش بیننده در «درک» پاستیش، و همچنین ضرورت در نظر گرفتن رابطه بین فراملی‌گرایی و ویژگی‌های فرهنگی خاص در این زمینه.